# Речки (Червенский район)
Речки (бел. Рэчкі) — деревня в Червенском районе Минской области. Входит в состав Ляденского сельсовета.

## Географическое положение
Находится в примерно 26 километрах юго-восточнее райцентра, в 88 километрах от Минска и в 8 километрах от железнодорожной станции Гродзянка по линии Верейцы—Гродзянка, на автодороге Червень—Якшицы.

## История
Деревня впервые упоминается в XVIII веке, являясь собственностью иезуитов. С 1774 года перешла во владения Кольчевских. После второго раздела Речи Посполитой 1793 года вошла в состав Российской империи. В 1795 году здесь было 3 двора. На 1800 год деревня, относившаяся к Игуменскому уезду Минской губернии, здесь было 4 двора и 18 жителей, имелась корчма. В середине XIX века владельцем Речек был помещик Я. Соболевский. На 1858 год 5 дворов деревни принадлежали роду Завишей. В конце XIX века в деревне была открыта школа грамоты. Согласно Переписи населения Российской империи 1897 года входила в состав Якшицкой волости и насчитывала 64 двора, здесь проживали 365 человек, функционировали православная церковь, церковно-приходская школа, хлебозапасный магазин и кузница. Недалеко от деревни также располагались усадьба Новые Речки в один двор, где было 8 жителей, и застенок Речки, где было 18 дворов и 127 жителей. На начало XX века существовали деревни Речки Старые, где было 76 дворов и 404 жителя, и Речки Новые, 15 дворов, 123 жителя. На 1910 год церковно-приходская школа насчитывала 19 учеников (18 мальчиков и 1 девочку). В 1912 году она была преобразована в одноклассное народное училище. На 1917 год деревня Речки Старые насчитывала 77 дворов и 435 жителей, Речки Новые — 22 двора и 125 жителей. С февраля по декабрь 1918 года деревня была оккупирована немцами, с августа по июль 1920 года — поляками. После Октябрьской революции 1917 года на базе народного училища была открыта рабочая школа 1-й ступени, на 1922 год там было 49 учеников, работала небольшая библиотека. 20 августа 1924 года деревня стала центром вновь образованного Старо-Ляденского (Ляденского) сельсовета Червенского района Минского округа (с 20 февраля 1938 года — Минской области). Согласно Переписи населения СССР 1926 года в Старых Речках насчитывалось 85 дворов, проживали 465 человек. В Новых Речках был 21 двор и 105 жителей. В 1929 году в деревне организован колхоз «Красные Речки», куда на 1932 год входили 12 крестьянских хозяйств. Во время Великой Отечественной войны деревни были оккупированы немецко-фашистскими захватчиками в начале июля 1941 года. В их окрестностях шли активные бои. Погибшие в боях вблизи Речек советские солдаты и партизаны были похоронены в братской могиле. 36 сельчан из Старых и Новых Речек погибли на фронтах. Освобождена в начале июля 1944 года. В 1958 году на братской могиле был установлен памятник-обелиск. На 1960 год население Старых Речек составило 320 человек, Новых Речек — 107 человек. В 1966 году деревни Старые и Новые Речки объединены в один населённый пункт — деревню Речки. В 1980-е годы деревня относилась к совхозу «Ляды», здесь были школа и библиотека. На 1997 год в Речках насчитывалось 106 домов и 202 жителя. Тогда здесь располагались две животноводческие фермы, зернодробилка и магазин.На сегодняшний момент (2023) магазин был отреставрирован и уже скоро будет открыт. В 2024 население составляет 47 человек

## Население
- 1795 — 3 двора
- 1800 — 4 двора, 18 жителей
- 1858 — 5 дворов
- 1897 — 64 двора, 365 жителей (с учётом д. Новые Речки и застенка — 83 двора, 500 жителей)
- начало XX века — 76 дворов, 404 жителя (с учётом д. Новые Речки 91 двор, 527 жителей)
- 1917 — 77 дворов, 435 жителей (с учётом д. Новые Речки — 99 дворов, 560 жителей)
- 1926 — 85 дворов, 465 жителей (с учётом д. Новые Речки — 106 дворов, 570 жителей)
- 1960 — 320 жителей (с учётом д. Новые Речки — 427 жителей)
- 1997 — 106 дворов, 202 жителя
- 2013 — 63 двора, 113 жителей
- 2024 – 47 жителей

## Известные уроженцы
- Михиевич, Лев Николаевич — участник Великой Отечественной войны, полный кавалер ордена Славы